# 1913 Sekanina
1913 Sekanina (1928 SF) là một tiểu hành tinh vành đai chính được phát hiện ngày 22 tháng 9 năm 1928 bởi K. Reinmuth ở Heidelberg.